# Vere Gordon Childe
Vere Gordon Childe (født 14. april 1892 i Sydney, Australien, død 19. oktober 1957 i Greater Blue Mountains i New South Wales, Australien), var en australsk arkæolog, mest kendt for udgravningen af en unik neolitisk boplads ved Skara Brae på Orknøerne, Skotland. Indenfor arkæologisk teori havde han et marxistisk ståsted, hvilket påvirket hans ideer om forhistorien. Childe er også kendt for at stå bag koncepterne om Den neolitiske revolution og Den urbane revolution, og han var en af de første arkæologer, som forsøgte at sætte arkæologiske opdagelser ind i en større europæisk og verdensomspændende kontekst.
Childe var bosat i Europa mellem 1921 og 1956. Han var ansat som professor i arkæologi ved Universitetet i Edinburgh fra 1927 til 1946 og i London mellem 1946 og 1956.

## Publikationer
- The Dawn of European Civilization (1925)
- The Danube in Prehistory (1929)
- The Bronze Age (1930)
- New Light on the Most Ancient East (1935)
- Prehistory of Scotland (1935)
- Man Makes Himself (1936, anden udgave i 1951)
- Prehistoric communities of the British Isles (1940, anden udgave i 1947)
- What Happened in History (1942)
- Progress and Archaeology (1944, 1945)
- History (1947)

1. ↑  Navnet er anført på engelsk og stammer fra Wikidata hvor navnet endnu ikke findes på dansk.
2. ↑  Navnet er anført på engelsk og stammer fra Wikidata hvor navnet endnu ikke findes på dansk.
3. ↑  Navnet er anført på bokmål og stammer fra Wikidata hvor navnet endnu ikke findes på dansk.